# Долина Павших
Доли́на Па́вших (исп. Valle de los Caídos) — монументальный комплекс в Испании, недалеко от монастыря Эскориал, в 58 км от Мадрида в горах Гвадаррамы, включающий католическую базилику, аббатство и мемориал. Занимает территорию в 1365 гектаров.
Здесь захоронены тела более 33 700 погибших в гражданской войне с обеих сторон человек, причём тела более 12 000 погибших республиканцев были погребены там без ведома их семей, начиная с 1959 года. С ноября 1975 по октябрь 2019 года в крипте базилики у подножия алтаря располагалась могила Франсиско Франко.

## История создания
Сооружался с 1940 по 1958 год по приказу Ф. Франко как памятник погибшим в гражданской войне. При строительстве использован низкооплачиваемый труд заключённых, в основном заключённых республиканцев, изъявивших добровольное желание участвовать в работах (для участников строительства памятника сроки заключения значительно сокращались).
Работы по возведению мемориала начались в 1940 году под руководством архитектора Педро Мугуру́сы. В 1950 году строительство возглавил Диего Мендес. Комплекс, над которым возвышается гигантский крест, украшен скульптурами работы Хуана де А́валоса, открывается огромной эспланадой. Окончен постройкой в 1958 году. Официальное открытие комплекса состоялось 1 апреля 1959 года.

## Описание
Все элементы этого огромного мемориала имеют гигантские размеры, в особенности базилика, вырубленная в скале. За скалой, несущей на себе и в себе основные элементы комплекса, расположен монастырь бенедиктинцев (с гостиницей на 120 номеров и небольшим собственным кладбищем), монахам которого было поручено обслуживание базилики в 1958 году.
От въездных ворот комплекса начинается живописная горная дорога, которая выводит к подножию Святого Креста Долины Павших и заканчивается на огромной эспланаде площадью 30,6 тыс. м². Примерно на полпути посетителей поджидают четыре огромных монолитных колонны из гранита (высотой 11,5 м и диаметром 1,5 м каждая), называемые Juanelos в честь испанского инженера итальянского происхождения Хуанело Турриано. По его указанию эти огромные столбы были вырублены ещё в XVI веке в каменоломнях Сонсеки и Намброки в провинции Толедо.
К подножию гигантского креста, венчающего скалу, можно подняться на фуникулёре или по пешеходной тропе. Высота креста 150 метров (виден с расстояния до 40 км), а поперечная перекладина достигает 46 метров. Внутри креста движется лифт. На высоте 25 метров на первой базовой площадке расположены скульптуры четырёх апостолов-евангелистов, выполненные Хуаном де Авалосом. На второй базовой площадке на высоте 42 метров также четырьмя скульптурами представлены основные христианские добродетели.
В глубине эспланады находится вход в крипту, длина которой достигает 262 м. Для строительства крипты пришлось вырубить и извлечь из скалы около 200 тысяч кубометров горной породы. Входная дверь в крипту, сделанная из бронзы — произведение скульптора Карлоса Феррейры.
Решётка, находящаяся за входной дверью, декорирована изображениями 40 святых, в центре её выделяется фигура апостола Иакова. Решётка была выкована Диего Ме́ндесом и Хосе Эспино́сом. Подземная галерея, длина которой 88 метров, разделена на четыре отрезка; в её боковых нишах имеются 6 часовен, а стены украшены восемью гобеленами работы Виллема де Паннемейкера (XVI век) с изображениями сцен из Апокалипсиса. При подходе к главному алтарю можно увидеть восемь гранитных статуй работы Луиса Санги́но и Антонио Марти́на.
Главный алтарь представляет собой гранитный блок. У подножия алтаря по вертикальной линии с крестом располагается могила организатора и руководителя движения фалангистов — Хосе Антонио Примо де Ривера, а до октября 2019 года находилась и могила каудильо Франсиско Франко. Главный алтарь венчает гигантский купол высотой 42 м, имеющий в диаметре 40,75 м и декорированный художником Сантьяго Падро́сом мозаикой из 6 миллионов керамических элементов.
По бокам от главного алтаря расположены входы в две внушительные часовни (капеллы), в которых покоятся останки 33 872 жертв с обеих сторон гражданской войны в Испании.

## Современные политические споры
Монументальный комплекс часто использовался испанскими почитателями памяти Ф. Франко, неофалангистами и членами правых организаций для торжественных церемоний, празднования юбилеев и тому подобных мероприятий. Но с 2007 года любые политические акции в Долине Павших были запрещены испанским социалистическим правительством, и попытки акций подавляются силами полиции и Гражданской гвардии.
В 2006 году Парламентская ассамблея Совета Европы строго осудила многочисленные и грубые нарушения прав человека франкистским режимом в 1939—1975 годах.
В 2007 году, когда у социалистов было устойчивое большинство в парламенте, в Испании был принят закон «Об исторической памяти», согласно которому Долину Павших предполагалось превратить в мемориал жертвам франкизма. Реализация этого закона застопорилась с утратой социалистами парламентского большинства. В 2013 году Испанская социалистическая рабочая партия выступила с предложением перенести могилы Франко и Примо де Риверы из Долины Павших в другое место. По данным социологических опросов, в 2013 году за перенос останков Франко выступало чуть больше половины граждан страны.
В 2013 году находившиеся в оппозиции социалисты обратились с новым ходатайством к правительству о перезахоронении останков диктатора, но правительство Народной партии снова отклонило прошение, аргументируя это большими расходами средств. Правительство социалистов, сформированное летом 2018 года, со всей решимостью объявило, что эксгумация останков диктатора с целью перезахоронения вне Долины Павших состоится в самое ближайшее время, несмотря на отсутствие согласия со стороны семьи Франко и нерешённость некоторых юридических нюансов.

## Эксгумация и перезахоронение останков Франко
13 сентября 2018 года Конгресс депутатов Испании принял закон, внесённый правительством Испании под председательством Педро Санчеса, об эксгумации и перезахоронении останков Ф. Франко за пределами базилики. Закон был принят большинством в 172 голоса при 164 воздержавшихся и двух голосах против проголосовавших по ошибке депутатов Народной партии. Воздержались депутаты правой Народной партии и правоцентристской Гражданской партии.
10 октября 2019 года Верховный суд Испании единогласно вынес постановление, разрешающее перезахоронение останков диктатора.
17 октября 2019 года Конституционный суд Испании единогласно вынес решение о непринятии к рассмотрению жалобы, представленной семьёй Франко против решения Верховного суда в порядке процедуры ампаро в защиту нарушенных основных прав, за явным отсутствием нарушения конституционных прав в указанном решении.
Утром 24 октября 2019 года останки Франко были вынесены из базилики и доставлены на вертолёте на муниципальное кладбище Мингоррубио в районе Эль-Пардо на севере Мадрида, где они были перезахоронены рядом с могилой его жены. Непосредственно в базилику, где проходила процедура эксгумации, допустили только министра юстиции страны Доло́рес Дельгадо, судмедэксперта, приора аббатства Сантьяго Кантэра и 22 родственников Франко, сопровождаемых их адвокатом.
Крипта на кладбище Мингоррубио, в которой перезахоронен Франко, принадлежит, содержится и охраняется государством так же, как и первоначальное место захоронения генерала, причём потомки Франко отклонили предложение правительства приобрести у него крипту. Таким образом, диктатор продолжает почивать в гробнице, принадлежащей государству, но вдали от жертв военного путча и последовавшей гражданской войны, которые он возглавил.